# Cosmic EXPO
『cosmic EXPO』（コズミック・エキスポ）は、小松未可子の1枚目のミニアルバム。2012年7月11日にスターチャイルドから発売された。

## 背景
小松は、2012年1月から放送されたテレビアニメ『モーレツ宇宙海賊』で主人公である加藤茉莉香役の声優を務め、4月25日には同アニメのイメージソング「Black Holy」で歌手デビューを果たした。翌4月26日、池袋のサンシャインシティ噴水広場にて開催された『小松未可子「Black Holy」発売記念フリーイベント〜さぁ、サンシャインの時間だ！〜』において本アルバムの発売が発表され、アルバムの収録曲である「ユメノアリカ」と「砂漠のタイムマシン」が初披露された。
本アルバムは『モーレツ宇宙海賊』のコンセプトアルバムという形になっており、アニメ作品をイメージし、それぞれの曲に宇宙や空、星といったワードが散りばめられている。なお同アニメのゲストエンディングテーマとして使用された「Black Holy」「未來航路」、および「透明な夜空 〜瞬く星に包まれて〜」のアレンジバージョンが収録されている。
当初ミニアルバムを出す予定はなく、曲をどのように使うかも決まっておらずレコーディングのみが進んでいたという。曲を録り貯めていく内に『モーレツ宇宙海賊』の世界観でまとまっていたので、最終的にはコンセプトアルバムという形になったという。レコーディングは月に1度程度のペースで行われ、全制作期間は1年程かかったという。

## 音楽性
1曲目「Up to COUNTDOWN...」は、イントロダクション曲。「これから始まるよっていう感じの位置づけですね。実はこの曲は、プラス1曲という感じで、後から足されたもの」だという。この曲では小松自身がテルミンを演奏している。「元々予定になかったので、『とりあえず、3、2、1って言ってみて』とか、『あーって声を続けてみて』とか、いろいろな声のパターンを録ったあとに、『ここにテルミンがあるから演奏してみて』と。最後まで何のことかわからず、適当にテルミンで遊んでいたら、『これをミックスしてひとつの曲にします』」とスタッフに言われたという。
2曲目「砂漠のタイムマシン」は、小松自身はこのアルバムの中でも「メインというか象徴する曲となっている」と語っている。「天から光が射しているイメージと言われたので、何か天の羽衣的な、すごくきれいで、ちょっと淡いカラフルな感じをイメージして歌っています。自分でも歌っていて不思議な気分になります」とのこと。
3曲目「ジャスミンの風に」は、前日から熱があり微熱がある中でのレコーディングとなったという。微熱のせいか、スタッフからも「なんか小松さん今日熱っぽく歌うね！」と言われたという。「これまでに自分が歌ってきた曲の中では、素に近い歌い方になっていると思います。ずっと自分が聴いてきた曲、好きだったアーティストさんたちの曲と重なった感じがして、一番自分の素が出ている気がします」と語っている。
4曲目「Black Holy」は、1stシングル曲であり同アニメのゲストエンディングテーマとして使用された。
5曲目「透明な夜空 〜瞬く星に包まれて〜 宇宙の海ver.」は、1stシングルカップリング曲であり同アニメのゲストエンディングテーマとして使用された「透明な夜空 〜瞬く星に包まれて〜」のアレンジバージョン。本作では「宇宙の海ver.」として、アコースティックギター・ピアノ・海のさざなみの音だけでしっとりとアコースティックにアレンジされている。
6曲目「ユメノアリカ」は、同アニメのBlu-ray第1巻初回版特典CDに収録されたドラマCDのエンディングテーマとして使用された。スタッフから「これを歌ってもらえる？」と渡された紙には「シャバダバ」とか、「ドゥビドゥバ」とだけ書かれており、それを「好きな感じで歌ってみてください」と言われたという。本作にはレコーディングで一発で録れたものがそのまま収録されているとのこと。
7曲目「Infinity Sky」は、「すごく音程が上下しており、コーラスとハモリも録らせていただいているのですが、それが一番手こずった曲」だという。「この曲は、自分でも納得がいかないところがあって、何度もやり直しをさせていただいたりしています」とのこと。この曲以外に関しては「比較的スムーズだった」という。
8曲目「未來航路」は、同アニメのゲストエンディングテーマとして使用された。「海明星（うみのあけほし）という茉莉香が住んでいる星のイメージです。運河が流れていてヨーロッパみたいな、そんな世界観の曲ですね。茉莉香が地上に帰ってきて、「おかえり」という感じの、物語の最後に相応しい壮大な曲です。Elements Garden（藤間仁）さんには、『モーレツ宇宙海賊』の音楽を手掛けていただいていたこともあって、その世界観にすごく合った曲になっていると思います」とのこと。
9曲目「M from...」は、小松自身が初めて作詞を手掛けた。作詞については「自分は集中型で、曲を戴いてから何日も何日も考えて作るよりは、深夜に「今なら出来る気がする！」って、その時のテンションで書いてしまう感じ」とのこと。勢いで深夜の3時、4時に書いたものが「いいと思います！」とスタッフから返事が来て驚いたという。タイトルの“M”については「実はこの曲、私と茉莉香のイニシャルが一緒だねってところから始まっているんですよ。小松未可子と加藤茉莉香。だったら、私だけではなく、茉莉香の気持ちもリンクさせて、どちらの視点からでも読める歌詞にしようということになりました」と語っている。

## リリース・プロモーション
本アルバムは、2012年7月11日にスターチャイルドから発売された。初回プレス分のみデジパック（アニメ描き下ろし使用）&アウターケース仕様、36Pミニフォトブック、初ワンマンライブ「全曲EXPO」のプレミア先行抽選シリアルナンバーカード（チケット購入応募番号）が封入されている。
TVCMの撮影は早朝に行われたため、凄く眠い中での収録となったという。実際に放送されたTVCMでは、そんな寝ぼけ眼のままの映像があえて採用されている。
本アルバムの発売を記念して、7月7日には東武百貨店池袋店 屋上スカイデッキ広場にてフリーイベント『七夕祭り〜星に願いを乗せて〜』が、7月16日にはららぽーと豊洲 野外メインステージにてインストアイベントが開催された。
その後、アルバム収録曲の全曲披露をコンセプトとして、小松の1stワンマンライブ『全曲EXPO』が8月19日にMt.RAINIER HALL SHIBUYA PLEASURE PLEASUREにて開催された。また、追加公演『Re:全曲EXPO』が9月6日に新宿ルイードK4にて開催された。この2つのライブの模様やミュージッククリップ集を収録したBlu-ray Disc『MIKAKO KOMATSU THE FIRST ALL DAYS』が、小松の1作目の映像作品として2013年3月13日にスターチャイルドから発売された。ライブパート「THE FIRST LIVE(S)」およびミュージッククリップ集「MUSIC CLIPS」をそれぞれ単独で収録したDVDも同時発売された。
アニメ映画『モーレツ宇宙海賊 ABYSS OF HYPERSPACE -亜空の深淵-』の公開を記念して、本アルバムのリミックス盤『cosmic Explosion』が2014年2月22日にスターチャイルドから発売された。サウンドプロデュースはi-depのナカムラヒロシが担当。

## 収録曲
CD
作詞・作曲・編曲者の"sin"と"SiN"は別の名義。
1. Up to COUNTDOWN... [1:39]
  - 作曲・編曲：SiN feat. DJ 濱、テルミン演奏：小松未可子
2. 砂漠のタイムマシン [4:58]
  - 作詞・作曲・編曲：SiN
3. ジャスミンの風に [4:24]
  - 作詞・作曲・編曲：SiN
4. Black Holy [4:28]
  - 作詞：只野菜摘、作曲・編曲：nishi-ken
5. 透明な夜空 〜瞬く星に包まれて〜 宇宙の海ver. [4:55]
  - 作詞・作曲・編曲：sin
6. ユメノアリカ [3:14]
  - 作詞・作曲・編曲：sin
7. Infinity Sky [3:16]
  - 作詞：こだまさおり、作曲：James Panda Jr.、編曲：James Panda Jr. & the Zoo! Team
8. 未來航路 [4:04]
  - 作詞：RUCCA、作曲・編曲：藤間仁（Elements Garden）
9. M from... [4:11]
  - 作詞：小松未可子、作曲・編曲：SiN

## チャート
| チャート（2012年）         | 最高位 |
| -------------------------- | ------ |
| オリコン                   | 18     |
| Billboard JAPAN Top Albums | 14     |
| サウンドスキャンジャパン   | 16     |

## 関連商品
映像作品『MIKAKO KOMATSU THE FIRST ALL DAYS』
2013年3月13日発売。
- DISC1
  - MUSIC CLIPS
    - Black Holy
    - 冷たい部屋、一人
    - 夏至の果実
    - Baby DayZ

  - THE FIRST LIVE(S)
    - 2012年8月19日 全曲EXPO
    - 2012年9月6日 Re:全曲EXPO

- DISC2
  - 11月11日 ハピこしライブ！〜小松未可子生誕イベント2012〜
  - MIKAKO KOMATSU DOCUMENT OF 2012

アルバム『cosmic Explosion』
2014年2月22日発売。
トータルリミキシング・サウンドプロデュース：ナカムラヒロシ。
1. 未來航路 987mix [4:04]
2. Black Holy Ha!magure mix [4:41]
  - ストリングスアレンジ：岡村美央、リミックス：ナカムラヒロシ、Setsuya Kurotaki

3. Infinity Sky DomDom mix [3:54]
4. ジャスミンの風に Root258 mix [4:53]
5. M from… Akatsuki mix [4:25]
6. 砂漠のタイムマシン iiP feat.rosco motion orchestra mix [5:20]
  - オーケストラアレンジ：Noriko Nakano、リミックス：Setsuya Kurotaki

7. Up to COUNTDOWN... cosmic Explosion mix [1:55]
8. 透明な夜空 〜瞬く星に包まれて〜 Hoshimigaoka mix [4:38]
9. ユメノアリカ Sunny World mix [3:24]
10. cosmic Explorer [4:41]
  - 編曲：DJ OMKT、ナカムラヒロシ